# Harley's Humongous Adventure
Harley's Humongous Adventure (化学者ハリーの波乱万丈, Kagakusha Harley no Haran Banjō) est un jeu vidéo d'action développé par Visual Concepts et sorti en 1993 sur Super Nintendo.

## Accueil
- Famitsu : 21/40[1]